# Fotogramas de Plata 1996
La 47a cerimònia de lliurament dels Fotogramas de Plata 1996, lliurats per la revista espanyola especialitzada en cinema Fotogramas, va tenir lloc el 17 de març de 1997 a la discoteca Joy Eslava de Madrid. La gala fou presidida per Anabel Alonso.

## Candidatures

### Millor pel·lícula espanyola
| Pel·lícula                   | Director      | Resultat   |
| ---------------------------- | ------------- | ---------- |
| Coses que no et vaig dir mai | Isabel Coixet | Guanyadora |

### Millor pel·lícula estrangera
| Pel·lícula                            | Director                  | Resultat    |
| ------------------------------------- | ------------------------- | ----------- |
| Breaking the Waves Secrets i mentides | Lars von Trier Mike Leigh | Guanyadores |

### Tota una vida
| Intèrpret          | Resultat  |
| ------------------ | --------- |
| Conrado San Martín | Guanyador |

### Millor actriu de cinema
| actriu         | Pel·lícula                                                  | Resultat   |
| -------------- | ----------------------------------------------------------- | ---------- |
| Terele Pávez   | La Celestina                                                | Candidata  |
| Emma Suárez    | El perro del hortelano Tierra Tu nombre envenena mis sueños | Guanyadora |
| Concha Velasco | Más allá del jardín                                         | Candidata  |

### Millor actor de cinema
| Actor            | Pel·lícula                                                  | Resultat  |
| ---------------- | ----------------------------------------------------------- | --------- |
| Javier Bardem    | Éxtasis                                                     | Candidat  |
| Carmelo Gómez    | El perro del hortelano Tierra Tu nombre envenena mis sueños | Guanyador |
| Gustavo Salmerón | El domini dels sentits Fotos Más que amor, frenesí          | Candidat  |

### Millor actor de televisió
| Actor              | Sèrie de televisió                   | Resultat  |
| ------------------ | ------------------------------------ | --------- |
| Emilio Aragón      | Médico de familia                    | Candidat  |
| Juan Luis Galiardo | Turno de oficio 2: Diez años después | Guanyador |
| Jordi Dauder       | Nissaga de poder                     | Candidat  |

### Millor actriu de televisió
| Actriu         | Sèrie de televisió                   | Resultat   |
| -------------- | ------------------------------------ | ---------- |
| Ana Duato      | Médico de familia                    | Guanyadora |
| Carme Elías    | Turno de oficio 2: Diez años después | Candidata  |
| Emma Vilarasau | Nissaga de poder                     | Candidata  |

### Millor actriu de teatre
| Actriu               | Muntatge                        | Resultat  |
| -------------------- | ------------------------------- | --------- |
| Amparo Baró          | Destino a Broadway              | Candidata |
| Ana Marzoa           | Un marido ideal                 | Candidata |
| Aitana Sánchez-Gijón | La gata sobre el tejado de zinc | Ganadora  |

### Millor actor de teatre
| Actor/Companyia | Muntatge                                 | Resultat   |
| --------------- | ---------------------------------------- | ---------- |
| Toni Cantó      | La gata sobre el tejado de zinc caliente | Candidat   |
| Josep Maria Pou | Àngels a Amèrica                         | Candidat   |
| Tricicle        | Entretres                                | Guanyadora |